# Cladomyza latifolia
Cladomyza latifolia är en tvåhjärtbladig växtart som beskrevs av Danser. Cladomyza latifolia ingår i släktet Cladomyza och familjen Amphorogynaceae. Inga underarter finns listade i Catalogue of Life.